# Bocas (Gibara)
Bocas es una localidad ubicada en la parte central del municipio cubano de Gibara, en la provincia de Holguín.

## Geografía
El poblado de Bocas como pueblo en sí tiene 0,9885 km2 y 2699 habitantes, cómo Consejo Popular, contando todos los barrios correspondientes a él, tiene 48 km² de superficie y una población de 7985 personas (según Ecured). Su economía se basa en la agricultura y en los negocios del pueblo. Cuenta con el molino 200 mil, una empresa productora de materiales de construcción.
Al norte se encuentra la sierra de Candelaria y unos 15 km al norte de esta, se encuentra la playa de Caletones. Al oeste pasando por los barrios de La Nasa y El Uso, se llega al poblado de Velasco. Al este se llega a los poblados de Candelaria Moro y Candelaria Munilla, siguiendo más adelante se encuentra Cantimplora, en dirección al sur está Floro Pérez y la represa de riego de Limones, usada para el regadío de los cultivos de los campesinos de la zona.

## Historia

### Colonización española
En el siglo XVIII el hato de uñas empezó un rápido crecimiento demográfico, originandose así la parcelación de las tierras de uñas. Al ocurrir esto nacen los poblados de Bocas y Auras en 1756. Mientras que aproximadamente por el año 1703 surge el hato de Corral de Candelaria. En 1804 se crean las primeras capitanías pedáneas de la jurisdicción de Holguin; Bariay, Fray Benito, Maniabón y Auras. Mientras que el cuartón de Bocas pertenecía al partido de Maniabón. Por lo que después se originaron en ese lugar los barrios republicanos de Bocas y Blanquizal.
La economía del partido de Auras era de las más dinámicas de la jurisdicción holguinera. Ya que su población en 1823 era de 2303 habitantes, casi la misma cifra que tenía el poblado 49 años antes, en 1774, que era de 2340. Dicha economía se caracterizaba de esta manera por la industria azucarera de los alrededores, movida por los ingenios azucareros en los que trabajaban decenas de esclavos negros importados desde África. Hubo varios ingenios azucareros en la zona como son el Columbia, el Santa Clara y el Casa Blanca.
El poblado contaba con las haciendas de Candelaria y Casablanca como zonas de producción agropecuaria, importantes para la economía y el comercio de la zona. El 11 de junio de 1896 Calixto García había combatido con su columna militar en Candelaria, Bocas y la jandinga. Al paso del ejército español sobre Bocas, hicieron fuego pero este no fue respondido por los mambises, que siguieron avanzando con la tea incendiaria. Según anotó el comandante Luis Rodolfo Miranda "La  Rúa" habían incendiado 600 casas. También había fortificaciones de defensa en Bocas y Candelaria. El fuerte de Candelaria Moro en la actualidad Todavía se puede ver entre la hierba y con severos daños en su estructura y paredes.

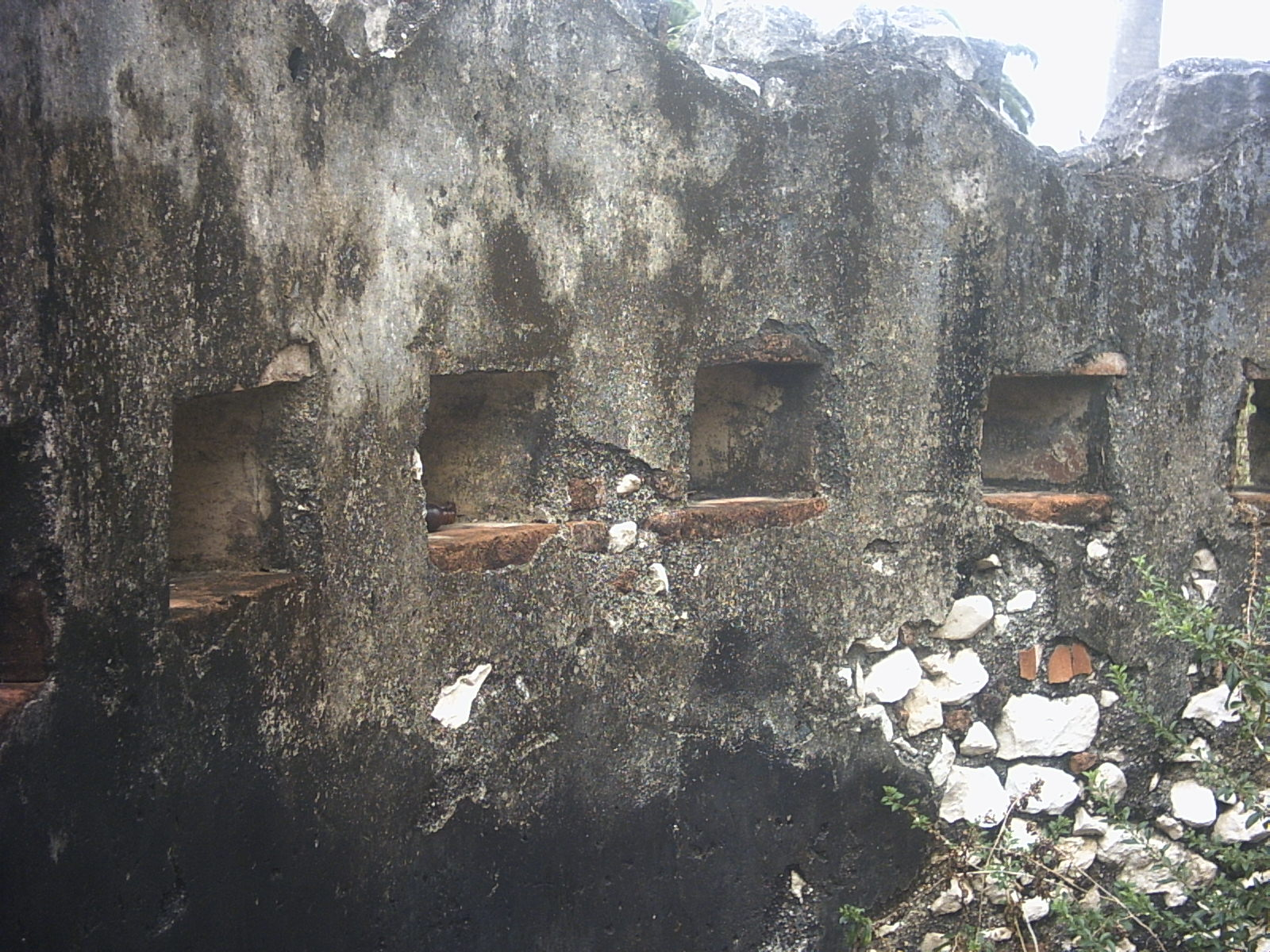
Interior del fuerte de Candelaria Moro. Utilizado en defensa de los mambises. Tiene aproximadamente 4,10 m de diámetro

### Etapa republicana
El poblado de Bocas, perteneciente ya por entonces al ayuntamiento de Gibara, tenía hacia 1898 una población de 1294 habitantes. En 1918 se menciona que en el barrio de Bocas estaban incluidos los caseríos de El Huso, La Holleta y La Nasa. A mediados del siglo XX tenía una población de unos 2500 habitantes. El 15 de diciembre de 1958 desde Velasco hasta Gibara, tropas de la dictadura de Batista lideradas por Jesús Sosa Blanco quemaron varias casas de campesinos en Bocas y Candelaria. En esta última localidad el campesino Marino Rodríguez fue amarrado con alambre de púas y quemado vivo en su propia casa. Actualmente la CCS de Candelaria Moro lleva su nombre en tributo a su muerte.

## Demografía
Según los datos obtenidos en el censo de 2012, la localidad tenía un total de 2699 habitantes, lo que representa un crecimiento promedio anual del 0.26 % respecto a los 2629 habitantes registrados en el censo del año 2002.
| Gráfica de evolución demográfica de Bocas entre 1981 y 2012 |
|                                                             |
| Fuente: Oficina Nacional de Estadísticas, Cuba              |